# Kirill Pozdnjakov
Kirill Pozdnjakov (Russisch: Кирилл Поздняков; Oenetsja, 20 januari 1989) is een Russisch-Azerbeidzjaans voormalig wielrenner die in 2019 enkele wedstrijden reed namens het Belgische Tarteletto-Isorex.

## Carrière
Hij won in 2007 de Omloop Het Nieuwsblad voor junioren. Tot 2017 reed Pozdnjakov met een Russische licentie, daarna verruilde hij deze voor de Azerbeidzjaanse.
In 2017 werd Pozdnjakov betrapt op het verboden gebruik van methylfenidaat, waarna hij voor acht maanden werd geschorst en zijn resultaten vanaf de Ronde van Marokko werden geschrapt.

## Overwinningen
2007
Omloop Het Nieuwsblad, Junioren
2013
1e etappe Ronde van Taiwan
4e etappe An Post Rás
1e etappe Jelajah Malaysia
6e etappe Ronde van China I
Eindklassement Ronde van China I
2016
3e etappe Sibiu Cycling Tour
2e etappe en 3e etappe deel A Ronde van Szeklerland
Eindklassement Ronde van Szeklerland
GP Zele
2017
1e en 4e etappe Ronde van Marokko
2e etappe Ronde van Azerbeidzjan
Eind- en bergklassement Ronde van Azerbeidzjan
 Azerbeidzjaans kampioen op de weg, Elite
2018
Grote Prijs van Alanya
1e etappe Ronde van Mersin
4e etappe Vijf ringen van Moskou
 Azerbeidzjaans kampioen op de weg, Elite

## Ploegen
- 2013 –  Synergy Baku Cycling Project
- 2014 –  RusVelo
- 2015 –  RusVelo
- 2016 –  Synergy Baku Cycling Project
- 2017 –  Synergy Baku Cycling Project
- 2018 –  Synergy Baku Cycling Project
- 2019 –  Tarteletto-Isorex (tot 16-06)

Cəbrayılov · Clarke · Craven · Ebsen · Huseby · İsgəndərov · İsmayılov · Əsədov · Lane · Manan · McConvey · Mustafayev · Nağıyev · Pozdnijakov · Rogers · Schweizer · Soeroetkovytsj · Hüseynzadə (stagiair)
Arslanov · Balykin · Bojev · Firsanov · Foliforov · Ignatenko · Jersjov · Jevtoesjenko · Koerbatov · Koestadintsjev · Komin · Majkin · Nikolajev · Nytsj · Ovetsjkin · Pozdnijakov · Rybakov · Savitski · Serov · Solomennikov · Stasj
Asanov · Averin · Cəbrayılov · İlyasov · Əlizadə · Əsədov · Kvasina · Qəhrəmanlı · Məmmədov · Mugerli · Pozdnijakov · Rumac · Soeroetkovytsj · Tamouridis
Asanov · Averin · Cəbrayılov · İlyasov · Əlizadə · Əsədov · Məmmədov · Mikayılzadə · Pozdnjakov · Qəhrəmanlı · Rumac
Asanov · Cəbrayılov · Əlizadə · Əsədov · Mikayılzadə · Polivoda · Pozdnjakov · Qəhrəmanlı · Rumac · Səfərli · Şirəliyev · Vəliyev